# Championnat d'Afrique masculin de volley-ball 2019
Navigation
Édition précédente Édition suivante
Le 22e championnat d'Afrique masculin de volley-ball s'est déroulé du 21 au 28 juillet 2019 en Tunisie. Il met aux prises dix équipes africaines.

## Équipes présentes
- Algérie
- Botswana
- Burundi
- Cameroun
- RD Congo
- République du Congo
- Égypte
- Maroc
- Tchad
- Tunisie (tenant du titre et pays organisateur)

## Lieu de la compétition
| Tunis                         | [[Fichier:Tunisia adm location map.svg\|200px\|{{#if:\|{{{alt}}}\|Championnat d'Afrique masculin de volley-ball 2019 est dans la page Tunisie.]]Tunis |
| Palais des sports d'El Menzah | [[Fichier:Tunisia adm location map.svg\|200px\|{{#if:\|{{{alt}}}\|Championnat d'Afrique masculin de volley-ball 2019 est dans la page Tunisie.]]Tunis |
| Capacité : 6 000              | [[Fichier:Tunisia adm location map.svg\|200px\|{{#if:\|{{{alt}}}\|Championnat d'Afrique masculin de volley-ball 2019 est dans la page Tunisie.]]Tunis |
|                               | [[Fichier:Tunisia adm location map.svg\|200px\|{{#if:\|{{{alt}}}\|Championnat d'Afrique masculin de volley-ball 2019 est dans la page Tunisie.]]Tunis |

## Tour préliminaire

### Groupe A
| # | Équipe   | Pts | J | G | P | Sp | Sc | Ratio | Pp  | Pc  | Ratio |
| - | -------- | --- | - | - | - | -- | -- | ----- | --- | --- | ----- |
| 1 | Tunisie  | 12  | 4 | 4 | 0 | 12 | 0  | MAX   | 301 | 185 | 1.627 |
| 2 | Algérie  | 9   | 4 | 3 | 1 | 9  | 3  | 3     | 284 | 214 | 1.327 |
| 3 | RD Congo | 6   | 4 | 2 | 2 | 6  | 7  | 0.857 | 270 | 285 | 0.947 |
| 4 | Tchad    | 2   | 4 | 1 | 3 | 4  | 11 | 0.364 | 278 | 342 | 0.813 |
| 5 | Botswana | 1   | 4 | 0 | 4 | 2  | 12 | 0.167 | 227 | 334 | 0.68  |

### Groupe B
| # | Équipe              | Pts | J | G | P | Sp | Sc | Ratio | Pp  | Pc  | Ratio |
| - | ------------------- | --- | - | - | - | -- | -- | ----- | --- | --- | ----- |
| 1 | Cameroun            | 12  | 4 | 4 | 0 | 12 | 0  | MAX   | 300 | 230 | 1.304 |
| 2 | Égypte              | 9   | 4 | 3 | 1 | 9  | 4  | 2.25  | 305 | 281 | 1.085 |
| 3 | République du Congo | 6   | 4 | 2 | 2 | 6  | 8  | 0.75  | 332 | 339 | 0.979 |
| 4 | Maroc               | 3   | 4 | 1 | 3 | 5  | 10 | 0.5   | 356 | 344 | 1.035 |
| 5 | Burundi             | 0   | 4 | 0 | 4 | 2  | 12 | 0.167 | 246 | 345 | 0.713 |

## Tour final
|  | Demi-finales    | Demi-finales    |                        |   | Finale          | Finale          |
|  | Demi-finales    | Demi-finales    |                        |   | Finale          | Finale          |
|  |                 |                 |                        |   |                 |                 |
|  | 26 juillet 2019 | 26 juillet 2019 |                        |   | 28 juillet 2019 | 28 juillet 2019 |
|  | 26 juillet 2019 | 26 juillet 2019 |                        |   | 28 juillet 2019 | 28 juillet 2019 |
|  | Tunisie         | 3               |                        |   | 28 juillet 2019 | 28 juillet 2019 |
|  | Tunisie         | 3               |                        |   | 28 juillet 2019 | 28 juillet 2019 |
|  | Égypte          | 1               |                        |   | 28 juillet 2019 | 28 juillet 2019 |
|  | Égypte          | 1               | Tunisie                | 3 |                 |                 |
|  | 26 juillet 2019 |                 | Tunisie                | 3 |                 |                 |
|  |                 | Cameroun        | 2                      |   |                 |                 |
|  | Cameroun        | Cameroun        | 2                      | 3 |                 |                 |
|  | Cameroun        |                 |                        | 3 |                 |                 |
|  | Algérie         | 0               |                        |   |                 |                 |
|  | Algérie         | 0               | Match pour la 3e place |   |                 |                 |
|  |                 |                 |                        |   |                 |                 |
|  | 28 juillet 2019 |                 |                        |   |                 |                 |
|  |                 |                 |                        |   |                 |                 |
|  | Égypte          | 1               |                        |   |                 |                 |
|  | Égypte          | 1               |                        |   |                 |                 |
|  | Algérie         | 3               |                        |   |                 |                 |
|  | Algérie         | 3               |                        |   |                 |                 |

## Match de classement (5eet8eplaces)
|  | Demi-finales        | Demi-finales        |                        |   | Finale          | Finale          |
|  | Demi-finales        | Demi-finales        |                        |   | Finale          | Finale          |
|  |                     |                     |                        |   |                 |                 |
|  | 26 juillet 2019     | 26 juillet 2019     |                        |   | 28 juillet 2019 | 28 juillet 2019 |
|  | 26 juillet 2019     | 26 juillet 2019     |                        |   | 28 juillet 2019 | 28 juillet 2019 |
|  | RD Congo            | 1                   |                        |   | 28 juillet 2019 | 28 juillet 2019 |
|  | RD Congo            | 1                   |                        |   | 28 juillet 2019 | 28 juillet 2019 |
|  | Maroc               | 3                   |                        |   | 28 juillet 2019 | 28 juillet 2019 |
|  | Maroc               | 3                   | Maroc                  | 3 |                 |                 |
|  | 26 juillet 2019     |                     | Maroc                  | 3 |                 |                 |
|  |                     | République du Congo | 2                      |   |                 |                 |
|  | Tchad               | République du Congo | 2                      | 0 |                 |                 |
|  | Tchad               |                     |                        | 0 |                 |                 |
|  | République du Congo | 3                   |                        |   |                 |                 |
|  | République du Congo | 3                   | Match pour la 3e place |   |                 |                 |
|  |                     |                     |                        |   |                 |                 |
|  | 28 juillet 2019     |                     |                        |   |                 |                 |
|  |                     |                     |                        |   |                 |                 |
|  | RD Congo            |                     |                        |   |                 |                 |
|  |                     |                     |                        |   |                 |                 |
|  | Tchad               |                     |                        |   |                 |                 |
|  |                     |                     |                        |   |                 |                 |

## Classement final
| Place              | Équipe              |
| ------------------ | ------------------- |
| Médaille d'or      | Tunisie             |
| Médaille d'argent  | Cameroun            |
| Médaille de bronze | Algérie             |
| 4                  | Égypte              |
| 5                  | Maroc               |
| 6                  | République du Congo |
| 7                  | Tchad               |
| 8                  | RD Congo            |
| 9                  | Burundi             |
| 10                 | Botswana            |

## Vainqueur
| Championnat d'Afrique de volley-ball — Vainqueur 2019 |
| --- |
| Tunisie Dixième titre |
| Khaled Ben Slimene, Aymen Redissi, Hosni Karamosly (), Mohamed Ali Ben Othmen Miladi, Ilyès Karamosli, Hamza Nagga, Ismaïl Moalla, Aymen Karoui, Selim Mbareki, Haykel Jerbi, Mohamed Ayech, Chokri Jouini, Ali Bongui, Saddem Hmissi |
| Sélectionneur : Antonio Giacobbe |